# Premi Emmy 1971
La cerimonia dei Premi Emmy 1971, nota retroattivamente come 23ª edizione dei Primetime Emmy Awards (23rd Primetime Emmy Awards), si è tenuta  all'Hollywood Palladium di Los Angeles (California) il 9 maggio 1971.
La cerimonia fu presentata da Johnny Carson.

## Primetime Emmy Awards
Per le candidature, furono presi in considerazione i programmi trasmessi tra il 16 marzo 1970 e il 16 marzo 1971.

### Migliore serie televisiva drammatica
- The Bold Ones: The Senator
- The First Churchills
- Ironside
- Marcus Welby (Marcus Welby, M.D.)
- NET Playhouse

### Migliore serie televisiva comica o commedia
- Arcibaldo (All in the Family)
- Arnie
- Love, American Style
- Mary Tyler Moore
- La strana coppia (The Odd Couple)

### Migliore nuova serie televisiva
- Arcibaldo
- The Bold Ones: The Senator
- The Flip Wilson Show
- Mary Tyler Moore
- La strana coppia

### Migliore attore in una serie drammatica
- Hal Holbrook – The Bold Ones: The Senator
- Raymond Burr – Ironside
- Mike Connors – Mannix
- Robert Young – Marcus Welby

### Migliore attore in una serie comica o commedia
- Jack Klugman – La strana coppia
- Ted Bessell – That Girl
- Bill Bixby – The Courtship of Eddie's Father
- Carroll O'Connor – Arcibaldo
- Tony Randall – La strana coppia

### Migliore attore protagonista in un singolo episodio di una serie televisiva
- George C. Scott - Hallmark Hall of Fame | Episodio: The Price
- Jack Cassidy – The Andersonville Trial
- Hal Holbrook – Nube sulla città (A Clear and Present Danger)
- Richard Widmark – Vanished
- Gig Young – The Neon Ceiling

### Migliore attrice in una serie drammatica
- Susan Hampshire – The First Churchills
- Linda Cristal – Ai confini dell'Arizona (The High Chaparral)
- Peggy Lipton – Mod Squad, i ragazzi di Greer (The Mod Squad)

### Migliore attrice in una serie comica o commedia
- Jean Stapleton – Arcibaldo
- Marlo Thomas – That Girl
- Mary Tyler Moore – Mary Tyler Moore

### Migliore attrice protagonista in un singolo episodio di una serie televisiva
- Lee Grant – The Neon Ceiling
- Colleen Dewhurst – Hallmark Hall of Fame | Episodio: The Price
- Lee Grant – Colombo (Columbo) | Episodio: Riscatto per un uomo morto

### Migliore attore non protagonista in una serie drammatica
- David Burns – Hallmark Hall of Fame | Episodio: The Price
- James Brolin – Marcus Welby
- Robert Young – Vanished

### Migliore attore non protagonista in una serie comica o commedia
- Edward Asner – Mary Tyler Moore
- Michael Constantine – Room 222
- Gale Gordon – Here's Lucy

### Migliore attrice non protagonista in una serie drammatica
- Margaret Leighton – Hallmark Hall of Fame | Episodio: Hamlet
- Gail Fisher – Mannix
- Susan Saint James – The Name of the Game
- Elena Verdugo – Marcus Welby

### Migliore attrice non protagonista in una serie comica o commedia
- Valerie Harper – Mary Tyler Moore
- Agnes Moorehead – Vita da strega
- Karen Valentine – Room 222

### Migliore regia per una serie drammatica con tema o personaggi ricorrenti
- The Bold Ones: The Senator – Daryl Duke per l'episodio The Day the Lion Died
- The Bold Ones: The Senator – Bob Sweeney per l'episodio A Single Blow Of A Sword
- Hawaii Squadra Cinque Zero (Hawaii Five-O) – John Badham per l'episodio Over Fifty? Steal!

### Migliore regia per una serie drammatica composta da episodi autoconclusivi
- Hallmark Hall of Fame – Fielder Cook per l'episodio The Price
- Nube sulla città – James Goldstone
- Hallmark Hall of Fame – Peter Wood per l'episodio Hamlet
- Tribes – Joseph Sargent

### Migliore regia per una serie comica o commedia
- Mary Tyler Moore – Jay Sandrich per l'episodio Toulouse Lautrec is One of my Favorite Artists
- Arcibaldo – John Rich per l'episodio Gloria's Pregnancy
- Mary Tyler Moore – Alan Rafkin per l'episodio Support Your Local Mother

### Migliore sceneggiatura per una serie drammatica
- The Bold Ones: The Senator – Joel Oliansky per l'episodio To Taste of Death But Once
- The Bold Ones: The Senator – David W. Rintels per l'episodio A Continual Roar of Musketry (prima e seconda parte)

### Migliore sceneggiatura originale per una serie drammatica
- Tribes – Tracy Keenan Wynn e Marvin Schwartz
- The Brotherhood of the Bell – David Karp
- San Francisco International – William Read Woodfield e Allan Balter

### Migliore sceneggiatura per una serie comica o commedia
- Mary Tyler Moore – James L. Brooks e Allan Burns per l'episodio Support Your Local Mother
- Arcibaldo – Norman Lear per l'episodio Meet the Bunkers
- Arcibaldo – Stanley Ralph Ross per l'episodio Oh, My Aching Back
- Here's Lucy – Bob Carroll Jr. e Madelyn Davis per l'episodio Lucy Meets the Burtons